# 佐々城豊寿
佐々城 豊寿（ささき とよじゅ、嘉永6年3月29日（1853年5月6日） - 明治34年（1901年）6月15日）は、日本の女権運動家。幼名を艶。姉の子が相馬黒光。

## 来歴
仙台藩の重役・星雄記の五女として生まれる。戊辰戦争に敗北した旧徳川方の士族には、明治新政府に忠義を尽くすことを潔しとしなかったことと、欧米キリスト教団から資金援助が得られるという経済的理由から、クリスチャンになるものも少なくなく、星も娘の艶（豊寿）を東京に遊学させることを決める。艶は1869年（明治2年）に男装して上京、中村正直が始めた私塾の同人社女学校で漢学を学び、さらにメアリー・キダーの塾（フェリス女学院の前身）の一期生として学ぶ。一橋女学校（女子高等師範学校の前身）で教え、医師で伊東家の婿だった伊東友賢と密通して女子ノブ、アイ、男子・佑を生む。のち友賢は伊東家から離縁され佐々城本支となり、入籍。

## 女子参政権運動
1887年（明治20年）「積年の習慣を破るべし」を『女学雑誌』に掲載し、矢嶋楫子らと東京婦人矯風会を結成し書記に就任、廃娼運動、禁酒運動をおこなう。1889年（明治22年）、婦人白標倶楽部を結成、女子参政権を求める。1895年（明治23年）、自宅に招いた日清戦争従軍記者の中に国木田独歩がおり、独歩は長女・信子に恋して両親の反対を押し切って結婚するが、独歩の貧困により翌年離婚。信子は翌年、独歩の子・浦子を出産、この醜聞のため公的生活から引退する。

## 関連文献
出版年順
- 植木枝盛「東洋之婦女」、佐々城豊寿、1889年、NCID BA45224977。
- 小檜山ルイ「佐々城豊寿とその時代 (1)」『キリスト教文化』第1号、2013年、136-154頁、ISSN 2187-7009。
- 小檜山ルイ「佐々城豊寿とその時代 (2)」『キリスト教文化』第2号、2013年、118-136頁、ISSN 2187-7009。